# Juan Muñoz de Collantes
Juan Muñoz de Collantes (La Alhambra, 1505 - Cajamarca, siglo XV) fue un conquistador español que participó en la conquista de la actual Colombia. Fue alcalde de Bogotá en dos ocasiones.

## Biografía
Nació en Alhambra, hijo de Francisco Muñoz quien era escudero de la Capitanía del Márquez de Mondexar Luis Hurtado de Mendoza, conde de Tendilla, y de Juana de Fuente. Viajó a las Indias en 1531, donde participó en la conquista de Santa Marta, se unió al paso de Francisco Pizarro para la conquista de Perú y luego participó con Sebastián de Benalcázar en la conquista del Reino de Quito, llegando al Nuevo Reino de Granada bajo las órdenes de Hernán Pérez de Quesada conquistó gran parte del territorio actual de Santander y Boyacá. Fue encomendero de Chía y corregidor de Santafé en 1547 y procurador general en 1550, Alcalde ordinario de Bogotá en (1547-48 y 1551-52) 1551 y Contador de la Real Audiencia de Santafé de Bogotá.
Se dice que el conquistador Muñoz de Collantes pidió al Cabildo el miércoles santo de 1543 un solar para edificar un humilladero que fue demolido en 1887. De igual manera habría solicitado un terreno para criar vacas y cerdos con lo cual se iniciaría el poblamiento del actual Chapinero.

## Familia
Juan Muñoz se casó, siendo menor de 25 años, con Mencía de Silva, hija del alcalde de La Alhambra, y en 1520 dejando a su mujer y a sus dos hijas el España, viaja a las Indias. Tuvo una hija con Francisca sobrina del Inca de Perú: Mencía de Collantes, que se casó con Alonso de Soto.